# زنون (امپراتور بیزانس)
زِنو با نام کامل:فِلاویوس زِنو آگوسْتوس(به لاتین: Flavius Zeno Augustus) ششمین امپراتور روم شرقی بود. در سال ۴۷۶ میلادی، بربری به نام اودوآکر امپراتور رومولوس آگوستوس، آخرین امپراتور روم غربی را از کار برکنار کرد و بدین ترتیب به عمر امپراتوری روم غربی پایان داد. او با زنو به توافق رسید. زنو به این نتیجه رسید که فرمانروایی ایتالیا را از اودوآکر که مستقل شده بود، بگیرد. به همین دلیل، ارتش استروگوت‌ها را که بیزانتیوم را مورد تهدید قرار می‌دادند به ایتالیا گسیل داشت. استروگوت‌ها به رهبری تئودوریک، که در بیزانتیوم تحصیل کرده بود، در سال ۴۹۳ ایتالیا را تسخیر کرده و اودوآکر را کشتند. اما در ظرف ده سال از زمان تسلط استروگوت‌ها، تئودوریک هم از زنو سرپیچی کرد.